# Adygeeërs (algemeen)
De Adygeërs (ook Circassiërs of Tsjerkessen) zijn een Noord-Kaukasische etnische groep of groepen, oorspronkelijk uit het noordwesten van de Kaukasus. Deze groepen worden door sommigen als aparte volken gezien en door anderen, waaronder zichzelf, als aparte Adygese stammen. Dit zijn de Adygeeërs van Adygea, de Sjapsjoegen, Tsjerkessen van Karatsjaj-Tsjerkessië en de Kabardijnen.  
De term Circassiërs gebruikte men ooit voor alle volken uit de noordwestelijke Kaukasus en dat gebied werd voor de Russische overheersing Circassië genoemd. Zelf noemen al deze groepen zichzelf Adygeeërs. In het verleden waren er meer Adygeese stammen. 
Ze spreken allemaal Abchazo-Adygese talen van de Circassische groep. De Adygeeërs (in strikte zin) en de Sjapsjoegen spreken het Adygees of West-Circassisch, de Tsjerkessen en Kabardijnen spreken het Kabardijns of Oost-Circassisch.
De Adygeeërs zijn als groep nauw verwant aan de Abchazen, de Abazijnen en de Oebychen, waarmee ze de West-Kaukasische of Abchazisch-Adygese groep vormen. De Oebychen spraken oorspronkelijk Oebychs, maar hun eigen taal is verdrongen door het Adygees; in 1992 stierf de taal uit met het overlijden van de laatste Oebychs-spreker.
In de loop van hun geschiedenis zou een belangrijk deel van de Circassiërs de Islam hebben beleden, wat door de Russische overheden werd tegengewerkt.

## Diaspora
Veel Adygeeërs en Oebychen leven in diaspora, vooral in Turkije en de Levant. In diaspora worden ze collectief Circassiërs genoemd. De diaspora was het gevolg van oorlogen en etnische zuiveringen, die ook wel de “Circassische genocide” genoemd wordt.
Na het einde van de Russisch-Circassische Oorlog werden alle inwoners die weigerden de Russische nationaliteit aan te nemen, gedwongen zich te vestigen in de laaglanden en gedeporteerd naar het Ottomaanse Rijk in 1864. Gemeenschappen van hen bevinden zich nu in Turkije, Syrië, Libanon, Jordanië, Egypte (waar ze onderdeel vormden van de legers van de mammelukken), Israël (in de dorpen Kfar Kama en Rikhaniya, sinds 1880) en in de Verenigde Staten (onder andere Upstate New York en New Jersey). In Kosovo wonen er nog naar schatting 2000 Circassiërs, onder meer in de gemeente Vushtrri. Het grootste deel van de gemeenschap verliet in 1998/1999 het land ten gevolge van de Kosovo-oorlog. Ze vestigden zich in hun oude thuisland in de aoel Mafekhabl (District Majkopski) nabij de hoofdstad Majkop.